# Tenture de l'Histoire du Roy
La tenture de l' Histoire du Roy est une suite de quatorze tapisseries réalisée à la Manufacture des Gobelins à l'initiative de Charles Le Brun et de Jean-Baptiste Colbert pour montrer les premières années du roi Louis XIV, entre 1654 et 1668.

## Histoire
L'hôtel des Gobelins, le long de la Bièvre, dans le faubourg Saint-Marcel de Paris est acheté par Colbert le 6 juin 1662.
Charles Le Brun a été anobli en décembre 1662, puis nommé directeur de la Manufacture des Gobelins en 1663 et Premier peintre du roi en 1664. Il avait commencé à réaliser en 1660 une Histoire d'Alexandre à la demande de Louis XIV pour orner les châteaux royaux et reproduits en tapisserie. Assez rapidement Colbert et Louis XIV ont eu l'idée de relater en une suite de tapisseries les évènements glorieux des premières années du règne de Louis XIV. Des suites de tapisseries semblables avaient déjà été faites : tenture Les Chasses de Maximilien, tenture des Fêtes des Valois ou de la Vie d'Henri III, des scènes de la vie de Laurent le Magnifique, etc.
Le château de Versailles expose les tapisseries de cette suite comprenant des pièces des troisième et de la sixième suites de la tenture déposées par le Mobilier national en 1908.

## Description de la tenture
1- Les informations sont données pour la première suite de tapisseries de la tenture à fils d'or réalisée sur les dessins de Charles Le Brun et Adam Frans Van der Meulen. Elle a été réalisée en haute-lisse et livrée au Garde-Meuble de la Couronne en deux fois, les douze premières en 1676 ou 1677, les deux dernières en 1681.
| Sujet Date | Peintre cartonnier          | Atelier                 | Début du tissage | Fin du tissage | Hauteur (cm) | Largeur (cm) | Image |
| --- | --------------------------- | ----------------------- | ---------------- | -------------- | ------------ | ------------ | ----- |
| Le Sacre du Roy 7 juin 1654                                                                                       | Baudouin Yvart              | Jans père Jans fils     | 1665             | 1671           | 492          | 676          |       |
| L'Entrevue des rois de France et d'Espagne 6 juin 1660                                                            | Mathieu le père             | Jans père Jans fils     | 1665             | 1668           | 515          | 690          |       |
| Le Mariage du Roy 9 juin 1660                                                                                     | Testelin                    | Jans fils               | 1665             | 1672           | 495          | 963          |       |
| L'Audience de l'ambassadeur d'Espagne, ou Satisfaction faite à Louis XIV par l'ambassadeur d'Espagne 24 mars 1662 | Michel Ballin               | Jans fils               | 1674             | 1679           | 490          | 675          |       |
| L'Entrée du roi à Dunkerque 2 décembre 1662                                                                       | Pierre de Sève              | Lefèbvre                | 1668             | 1671           | 510          | 690          |       |
| La Réduction de Marsal 1er septembre 1663                                                                         | Henri Testelin              | Jans fils               | 1669             | 1675           | 500          | 667          |       |
| Le Renouvellement de l'alliance entre la France et les Cantons suisses à Notre-Dame de Paris 18 novembre 1663     | Simon Renard de Saint-André | Henri Laurent Jans fils | 1667             | 1675           | 510          | 695          |       |
| L'Audience du cardinal Chigi 28 juillet 1664                                                                      | Simon Renard de Saint-André | Lefèbvre                | 1667             | 1672           | 490          | 705          |       |
| Louis XIV dans la tranchée au siège de Tournai 2 juin 1667                                                        | Pierre de Sève              | Jans fils               | 1670             | 1676           | 500          | 675          |       |
| Le Siège de Douai 4 juillet 1667                                                                                  | Baudouin Yvart              | Jans fils               | 1668             | 1672           | 490          | 685          |       |
| La Prise de la ville de Lille par l'armée de Louis XIV 28 août 1667                                               | Simon Renard de Saint-André | Lefèbvre                | 1671             | 1676           | 510          | 700          |       |
| La Défaite de l'armée espagnole près du canal de Bruges, ou déroute de Marsin 31 août 1667                        | Pierre de Sève              | Jans fils               | 1670             | 1675           | 515          | 695          |       |
| Le Roy Louis XIV visitant les Manufactures des Gobelins 15 octobre 1667                                           | Simon Renard de Saint-André | Jans fils               | 1673             | 1680           | 490          | 688          |       |
| Louis XIV mène le siège de Dôle 14 février 1668                                                                   | Henri Testelin              | Jans fils               | 1672             | 1676           | 510          | 700          |       |

En 1789, cette tenture est à Paris. En 1792, 8 pièces de cette tenture est au Garde-Meuble. En 1808, elle se trouve au magasin des Gobelins, en 16 pièces, en effet, aux 14 pièces initiales ont été ajoutées deux pièces dans l'inventaire du Garde-Meuble : la "Construction des Invalides" et le "Baptême du Dauphin". L'inventaire donne pour les dimensions de l'ensemble : 5,02 m de hauteur et 112,63 m de longueur. En 1900, les 14 pièces sont au Garde-Meuble.
2- Une deuxième tenture à fils d'or a été commencée à la demande de Colbert mais a été arrêtée par Louvois, successeur de Colbert, en 1683. Seules trois pièces ont été tissées. En 1789 et 1792, ces trois pièces sont au Garde-Meuble, à Paris, avec l'indication : superbes. Elles sont toujours au Garde-Meuble en 1900.
3- Une troisième tenture à fils d'or est entreprise en basse lisse. Elle comprend 13 pièces. Elle a été presque entièrement réalisée dans l'atelier de Jean Mozin. Des premiers paiements pour cette tenture apparaissent dans les Comptes des Bâtiments, en 1670, mais la tapisserie de la "Visite du Roy aux Gobelins" n'est pas terminée en 1694. Elle a dû être achevée en 1714. En 1789, elle est dispersée entre le palais du Louvre et le palais de Luxembourg. En 1792, elle est toujours dispersée et seules deux pièces sont au Garde-Meuble. En 1900, deux pièces sont manquantes : "Prise de Douai" et la "Satisfaction donnée par l'Espagne".
4- Une quatrième tenture à fils d'or est entreprise aux Gobelins, en haute lisse, sauf une qui est tissée en basse lisse. Elle est commencée en 1704. La dernière pièce est livrée en janvier 1715. Elle comprend au total 20 pièces car six sont des entre-fenêtres composés de la partie centrale des grands tableaux.
 En 1723, sur ordre du roi, quatre grandes pièces à fils d'or et quatre entre-fenêtres sont données au duc de Brunswick. Elles ont dû être détruites dans l'incendie du château de Brunswick, le 7 septembre 1830.
En 1726, dix grandes pièces et deux entre-fenêtres sont livrées au duc de Saint-Aignan pour son ambassade à Rome. Ces pièces sont complétées par huit pièces réalisées de 1725 et 1731. Elles sont renvoyées au directeur des Bâtiments, à Paris, en 1742, par De Troy, directeur de l'Académie de France à Rome, mais il manquait 3 pièces, restées à Paris pour décorer l'hôtel particulier du duc de Saint-Aignan. Il reste alors à Paris, 12 grandes pièces et 6 entre-fenêtres. Puis les 12 grandes pièces sont prêtées en 1744 au cardinal de la Rochefoucauld pour son ambassade à Rome. Elles sont restées à Rome jusqu'au 1er janvier 1791. En 1793, les pièces de l'ambassade de France à Rome sont dans l'hôtel du cardinal de Bernis car il considérait qu'elles appartenaient au roi, puis ces pièces disparaissent. Une pièce, "Alliance des Suisses" est réapparue en vente en 1896 et achetée par le gouvernement suisse. En 1900, des 20 pièces initiales, il ne reste plus dans l'inventaire du Garde-Meuble qu'une grande pièce et un entre-fenêtre.
5- Une cinquième tenture sans or est réalisée en haute lisse entre 1716 et 1730. Elle comprend trois pièces : "Construction des Invalides", "Doge de Gênes", "Baptême du Dauphin". Une pièce est donnée au duc de Brunswick en 1726, les deux autres sont livrées au Garde-Meuble en 1744. Elles sont toujours au Garde-Meuble en 1900.
6- Une sixième tenture à fils d'or, en basse lisse, est réalisée entre 1729 et 1736. Elle comprend 14 pièces et 2 entre-fenêtres. La tenture est restée jusqu'à la Révolution dans le magasin des Gobelins.
7- Une septième et dernière tenture, sans or, en basse lisse, est entreprise à partir de 1736. Elle est arrêtée en 1742. Elle ne comprend que 6 pièces.